# Забрави Париж
„Забрави Париж“ (на английски: Forget Paris) е американска романтична комедия от 1995 г. с участието на Били Кристъл (който е режисьор, продуцент и съсценарист на филма) и Дебра Уингър, с Джо Мантеня, Джули Кавнър, Синтия Стивънсън, Ричард Мазур, Кати Мориарти и Джон Спенсър. Някои от професионалните баскетболни играчи от миналото и настоящето, се появяват в самостоятелни роли.